# Jan Hempel
Jan Hempel (Dresda, 21 agosto 1971) è un ex tuffatore tedesco.

## Biografia
Ha cominciato la sua carriera negli anni 1980 gareggiando per la Germania Est ed è stato uno dei tuffatori europei più titolati in ambito continentale, anche a livello giovanile.
Ai Giochi olimpici e ai Mondiali non è mai riuscito a salire sul gradino più alto del podio, limitandosi a due argenti. Nel sincronizzato ha gareggiato inizialmente con Michael Kühne ed in seguito con Heiko Meyer.
In carriera ha patito numerosi infortuni, che lo hanno costretto a numerose operazioni ai polsi, alle ginocchia e ai piedi. È sposato dal 1998 e ha due figlie.

Dopo i mondiali 2003 si è ritirato dalle competizioni. Dopo la fine dell'attività agonistica ha conosciuto la disoccupazione accompagnata da un periodo di dissesto finanziario. Attualmente vive con la famiglia nei pressi di Meißen e lavora come product manager per una società di Dresda.

## Palmarès
- Olimpiadi:

Atlanta 1996: argento nella piattaforma 10 m.
Sydney 2000: bronzo nel piattaforma 10 m sincro.
- Mondiali:

Perth 1998: argento nel sincro 10 m e bronzo nella piattaforma 10 m.
- Europei:

Bonn 1989: argento nella piattaforma 10 m e bronzo nel trampolino 3 m.
Sheffield 1993: oro nel trampolino 3 m e bronzo nella piattaforma 10 m.
Vienna 1995: argento nel trampolino 3 m e nella piattaforma 10 m.
Siviglia 1997: oro nella piattaforma 10 m e nel sincro 10 m,
Istanbul 1999: oro nel sincro 10 m.
- Europei giovanili:

Berlino Ovest 1986: oro nella piattaforma 10 m e argento nel trampolino 3 m.
Roma 1987: oro nella piattaforma 10 m e argento nel trampolino 3 m.
Amersfoort 1988: oro nella piattaforma 10 m e nel trampolino 3 m.
Leeds 1989: oro nella piattaforma 10 m e bronzo nel trampolino 3 m.